# Deutsche Meisterschaften im Biathlon 2013
Die Deutschen Meisterschaften im Biathlon 2013 wurden vom 5. bis 8. September 2013 im Hohenzollern-Skistadion am Großen Arbersee bei Langdorf und vom 12. bis 15. September 2013 in der Chiemgau-Arena in Ruhpolding ausgetragen. Veranstalter war der Deutsche Skiverband.
Erfolgreichster Teilnehmer bei den Männern wurde Arnd Peiffer mit zwei Titeln und bei den Frauen Franziska Preuß mit drei Titeln, die auch beide die Pokalwertung gewannen.

## Zeitplan
| Datum               | Männer | Männer               | Frauen | Frauen                |
| ------------------- | ------ | -------------------- | ------ | --------------------- |
| Langdorf            |        |                      |        |                       |
| 5. September (Do.)  | 13:00  | Training             | 10:00  | Training              |
| 6. September (Fr.)  | 14:00  | Staffel (3 × 7,5 km) | 11:00  | Staffel (3 × 6 km)    |
| 7. September (Sa.)  | 13:30  | Sprint (10 km)       | 11:00  | Sprint (7,5 km)       |
| 8. September (So.)  | 13:30  | Verfolgung (12,5 km) | 11:00  | Verfolgung (10 km)    |
| Ruhpolding          |        |                      |        |                       |
| 12. September (Do.) |        | Training             |        | Training              |
| 13. September (Fr.) | 13:00  | Langlauf (15 km)     | 12:00  | Langlauf (10 km)      |
| 14. September (Sa.) | 14:30  | Einzel (20 km)       | 10:30  | Einzel (15 km)        |
| 15. September (So.) | 13:00  | Massenstart (15 km)  | 10:30  | Massenstart (12,5 km) |

Die Wettkämpfe am 13. September 2013 wurden gemeinsam mit den Skilangläufern ausgetragen und gehörten nicht zum offiziellen Programm der Deutschen Meisterschaften im Biathlon. Die Ergebnisse wurden in der Pokalwertung nicht berücksichtigt.

## Teilnehmer
Startberechtigt waren deutsche und ausländische Sportler, die von ihren Vereinen oder Verbänden zum jeweiligen Stichtag gemeldet worden waren. Die Platzierungen der Gaststarter wurden nicht in die offizielle nationale Wertung übernommen. Die Jahrgangsgrenze für die Klasseneinteilung lag bei 1992. Alle in diesem Jahr oder davor geborenen Männer und Frauen traten im Seniorenbereich an, während Jugendliche, Junioren und Juniorinnen frühestens im Jahr 1993 geboren sein mussten.
Andreas Birnbacher (SC Schleching) und Laura Dahlmeier (SC Partenkirchen) fehlten in Langdorf verletzungs- beziehungsweise krankheitsbedingt, während Miriam Gössner (SC Garmisch) nach ihrem Fahrradunfall auf den Einsatz vollständig verzichten musste.
Als Gaststarter nahmen teil:
| Land                   | Männer                                                                                                  | Frauen                                                            |
| ---------------------- | --- | ----------------------------------------------------------------- |
| Langdorf               | |                                                                   |
| Kanada                 | Jasper MacKenzie Matt Neumann                                                                           | Megan Heinicke                                                    |
| Schweiz                | Claudio Böckli Gaspard Cuenot Ivan Joller Kevin Russi Benjamin Weger Serafin Wiestner                   |                                                                   |
| Slowakei               | Tomáš Hasilla Pavol Hurajt Matej Kazár Miroslav Matiaško Martin Otčenáš Michal Šíma Dušan Šimočko       | Jana Gereková                                                     |
| Ruhpolding             | |                                                                   |
| Italien                | Pietro Dutto Lukas Hofer Dominik Windisch                                                               | Nicole Gontier Karin Oberhofer Alexia Runggaldier Dorothea Wierer |
| Norwegen               | | Jori Mørkve                                                       |
| Österreich             | Simon Eder Michael Hörl Daniel Mesotitsch Friedrich Pinter Michael Reiter Christoph Sumann Lorenz Wäger | Katharina Innerhofer Christina Rieder Iris Schwabl Dunja Zdouc    |
| Russland               | | Polina Ermoshina                                                  |
| Schweiz                | | Elisa Gasparin Selina Gasparin Ladina Meier-Ruge                  |
| Vereinigtes Königreich | Scott Dixon Lee-Steve Jackson Kevin Kane Marcel Laponder                                                | Adele Walker                                                      |

## Pokalwertung
Für jedes der insgesamt sechs Rennen wurden ähnlich wie beim Weltcup Punkte vergeben, die als Summe in eine separate Pokalwertung einflossen. Bei den Männern kamen die ersten 25 Plätze pro Disziplin in die Wertung, bei den Frauen die ersten 15 Plätze.
| Punkteverteilung | Männer | Männer | Männer | Männer | Männer | Männer | Männer | Männer | Männer | Männer | Männer | Männer | Männer | Männer | Männer | Männer | Männer | Männer | Männer | Männer | Männer | Männer | Männer | Männer | Männer | Frauen | Frauen | Frauen | Frauen | Frauen | Frauen | Frauen | Frauen | Frauen | Frauen | Frauen | Frauen | Frauen | Frauen | Frauen |
| ---------------- | ------ | ------ | ------ | ------ | ------ | ------ | ------ | ------ | ------ | ------ | ------ | ------ | ------ | ------ | ------ | ------ | ------ | ------ | ------ | ------ | ------ | ------ | ------ | ------ | ------ | ------ | ------ | ------ | ------ | ------ | ------ | ------ | ------ | ------ | ------ | ------ | ------ | ------ | ------ | ------ |
| Platzierung      | 1      | 2      | 3      | 4      | 5      | 6      | 7      | 8      | 9      | 10     | 11     | 12     | 13     | 14     | 15     | 16     | 17     | 18     | 19     | 20     | 21     | 22     | 23     | 24     | 25     | 1      | 2      | 3      | 4      | 5      | 6      | 7      | 8      | 9      | 10     | 11     | 12     | 13     | 14     | 15     |
| Punkte           | 30     | 26     | 24     | 22     | 21     | 20     | 19     | 18     | 17     | 16     | 15     | 14     | 13     | 12     | 11     | 10     | 9      | 8      | 7      | 6      | 5      | 4      | 3      | 2      | 1      | 20     | 16     | 14     | 12     | 11     | 10     | 9      | 8      | 7      | 6      | 5      | 4      | 3      | 2      | 1      |

## Männer

### Einzel (20 km)
| Platz | Sportler           | Verein                   | Landesverband     | Schießfehler | Zeit    |
| ----- | ------------------ | ------------------------ | ----------------- | ------------ | ------- |
| 1     | Arnd Peiffer       | WSV Clausthal-Zellerfeld | Niedersachsen     | 0+0+0+1      | 53:08,4 |
| 2     | Johannes Kühn      | WSV Reit im Winkl        | Bayern            | 0+0+1+0      | +1:18,3 |
| 3     | Florian Graf       | WSV Eppenschlag          | Bayern            | 1+1+2+0      | +2:25,8 |
| 4     | Daniel Böhm        | SC Buntenbock            | Niedersachsen     | 0+0+1+0      | +2:48,9 |
| 5     | Hannes Schandl     | SC Wallgau               | Bayern            | 1+1+0+0      | +3:31,2 |
| 6     | Christoph Stephan  | WSV Oberhof 05           | Thüringen         | 0+1+0+2      | +3:39,5 |
| 7     | Erik Lesser        | SV Eintracht Frankenhain | Thüringen         | 0+2+2+0      | +3:49,7 |
| 8     | Simon Schempp      | SZ Uhingen               | Baden-Württemberg | 0+2+3+0      | +4:18,4 |
| 9     | Roman Rees         | SV Schauinsland          | Baden-Württemberg | 0+1+0+1      | +4:27,9 |
| 10    | Michael Willeitner | SK Berchtesgaden         | Bayern            | 1+2+0+1      | +4:57,3 |

### Sprint (10 km)
| Platz | Sportler           | Verein                   | Landesverband     | Schießfehler | Zeit    |
| ----- | ------------------ | ------------------------ | ----------------- | ------------ | ------- |
| 1     | Florian Graf       | WSV Eppenschlag          | Bayern            | 0+0          | 23:24,8 |
| 2     | Arnd Peiffer       | WSV Clausthal-Zellerfeld | Niedersachsen     | 0+1          | +4,5    |
| 3     | Michael Rösch      | SSV Altenberg            | Sachsen           | 0+1          | +16,9   |
| 4     | Erik Lesser        | SV Eintracht Frankenhain | Thüringen         | 1+0          | +17,7   |
| 5     | Christoph Stephan  | WSV Oberhof 05           | Thüringen         | 0+1          | +59,6   |
| 6     | Roman Rees         | SV Schauinsland          | Baden-Württemberg | 0+1          | +1:01,1 |
| 7     | Steffen Bartscher  | SK Winterberg            | Westfalen         | 1+0          | +1:09,6 |
| 8     | Michael Willeitner | SK Berchtesgaden         | Bayern            | 1+1          | +1:15,8 |
| 9     | Tobias Hermann     | SC Gütenbach             | Baden-Württemberg | 0+2          | +1:30,4 |
| 10    | Johannes Kühn      | WSV Reit im Winkl        | Bayern            | 1+2          | +1:48,8 |

### Verfolgung (12,5 km)
| Platz | Sportler           | Verein                   | Landesverband     | Schießfehler | Zeit    |
| ----- | ------------------ | ------------------------ | ----------------- | ------------ | ------- |
| 1     | Arnd Peiffer       | WSV Clausthal-Zellerfeld | Niedersachsen     | 0+1+0+1      | 28:00,9 |
| 2     | Florian Graf       | WSV Eppenschlag          | Bayern            | 0+2+1+2      | +52,9   |
| 3     | Erik Lesser        | SV Eintracht Frankenhain | Thüringen         | 2+0+2+2      | +1:36,9 |
| 4     | Michael Rösch      | SSV Altenberg            | Sachsen           | 2+1+2+2      | +2:03,4 |
| 5     | Michael Willeitner | SK Berchtesgaden         | Bayern            | 0+2+1+1      | +2:10,1 |
| 6     | Tobias Hermann     | SC Gütenbach             | Baden-Württemberg | 0+1+1+1      | +2:28,0 |
| 7     | Roman Rees         | SV Schauinsland          | Baden-Württemberg | 1+1+0+1      | +2:45,7 |
| 8     | Matthias Dorfer    | SV Marzoll               | Bayern            | 1+1+1+0      | +3:32,1 |
| 9     | Daniel Böhm        | SC Buntenbock            | Niedersachsen     | 1+0+1+2      | +3:49,1 |
| 10    | Fabian Bekelaer    | SV Bayerisch Eisenstein  | Bayern            | 1+1+0+1      | +3:49,2 |

### Massenstart (15 km)
| Platz | Sportler           | Verein                   | Landesverband     | Schießfehler | Zeit    |
| ----- | ------------------ | ------------------------ | ----------------- | ------------ | ------- |
| 1     | Simon Schempp      | SZ Uhingen               | Baden-Württemberg | 0+0+1+1      | 37:03,6 |
| 2     | Florian Graf       | WSV Eppenschlag          | Bayern            | 1+0+1+3      | +42,6   |
| 3     | Arnd Peiffer       | WSV Clausthal-Zellerfeld | Niedersachsen     | 0+0+1+3      | +50,4   |
| 4     | Johannes Kühn      | WSV Reit im Winkl        | Bayern            | 1+1+2+0      | +54,8   |
| 5     | Michael Willeitner | SK Berchtesgaden         | Bayern            | 0+2+0+1      | +56,9   |
| 6     | Hannes Schandl     | SC Wallgau               | Bayern            | 1+0+1+1      | +1:04,3 |
| 7     | Benedikt Doll      | SZ Breitnau              | Baden-Württemberg | 3+1+0+1      | +1:13,2 |
| 8     | Matthias Bischl    | SV Söchering             | Bayern            | 2+1+1+2      | +1:23,6 |
| 9     | Christoph Stephan  | WSV Oberhof 05           | Thüringen         | 2+0+2+2      | +1:46,0 |
| 10    | Erik Lesser        | SV Eintracht Frankenhain | Thüringen         | 1+1+2+3      | +1:58,7 |

### Langlauf (15 km)
| Platz | Sportler          | Verein                   | Landesverband     | Zeit    |
| ----- | ----------------- | ------------------------ | ----------------- | ------- |
| 1     | Andreas Katz      | SV Baiersbronn           | Baden-Württemberg | 34:11,0 |
| 2     | Lucas Bögl        | SC Gaissach              | Bayern            | +2,7    |
| 3     | Thomas Bing       | Rhöner WSV               | Thüringen         | +14,3   |
| 4     | Tobias Angerer    | SC Vachendorf            | Bayern            | +23,8   |
| 5     | Florian Graf      | WSV Eppenschlag          | Bayern            | +26,9   |
| 6     | Arnd Peiffer      | WSV Clausthal-Zellerfeld | Niedersachsen     | +29,5   |
| 7     | Philipp Marschall | Rhöner WSV               | Thüringen         | +38,3   |
| 8     | Axel Teichmann    | WSV Bad Lobenstein       | Thüringen         | +39,7   |
| 9     | Florian Notz      | SZ Römerstein            | Baden-Württemberg | +40,8   |
| 10    | Franz Göring      | SCM Zella-Mehlis         | Thüringen         | +43,9   |

### Staffel (3 × 7,5 km)
| Platz | Staffel / Sportler | Verein                   | Landesverband     | Schießfehler | Zeit    |
| ----- | ------------------ | ------------------------ | ----------------- | ------------ | ------- |
| 1     | TSV I              |                          |                   | 1+0          | 48:35,3 |
|       | Christoph Stephan  | WSV Oberhof 05           | Thüringen         | 0+0          | 15:54,6 |
|       | Philipp Marschall  | Rhöner WSV               | Thüringen         | 1+0          | 17:29,4 |
|       | Erik Lesser        | SV Eintracht Frankenhain | Thüringen         | 0+0          | 15:11,3 |
| 2     | BSV I              |                          |                   | 0+1          | +57,6   |
|       | Matthias Dorfer    | SV Marzoll               | Bayern            | 0+0          | 16:40,6 |
|       | Johannes Kühn      | WSV Reit im Winkl        | Bayern            | 0+1          | 16:45,5 |
|       | Florian Graf       | WSV Eppenschlag          | Bayern            | 0+0          | 16:06,8 |
| 3     | SBW I              |                          |                   | 0+0          | +1:19,6 |
|       | Lukas Rombach      | SC Wehr                  | Baden-Württemberg | 0+0          | 16:20,0 |
|       | Tobias Hermann     | SC Gütenbach             | Baden-Württemberg | 0+0          | 16:12,5 |
|       | Benedikt Doll      | SZ Breitnau              | Baden-Württemberg | 0+0          | 17:22,4 |
| 4     | BSV III            |                          |                   | 0+0          | +1:20,6 |
|       | Michael Willeitner | SK Berchtesgaden         | Bayern            | 0+0          | 15:57,1 |
|       | Philipp Nawrath    | SK Nesselwang            | Bayern            | 0+0          | 17:10,1 |
|       | Robin Möbus        | TSV Siegsdorf            | Bayern            | 0+0          | 16:48,7 |
| 5     | TSV II             |                          |                   | 0+0          | +2:21,0 |
|       | Philipp Horn       | SV Eintracht Frankenhain | Thüringen         | 0+0          | 16:16,3 |
|       | Lucas Fratzscher   | WSV Oberhof 05           | Thüringen         | 0+0          | 17:31,5 |
|       | Maximilian Janke   | WSV Oberhof 05           | Thüringen         | 0+0          | 17:08,5 |
| 6     | BSV II             |                          |                   | 0+2          | +2:42,1 |
|       | Matthias Bischl    | SV Söchering             | Bayern            | 0+2          | 17:22,3 |
|       | Korbinian Raschke  | SC Bergen                | Bayern            | 0+0          | 17:13,0 |
|       | Fabian Bekelaer    | SV Bayerisch Eisenstein  | Bayern            | 0+0          | 16:42,1 |
| 7     | SBW II             |                          |                   | 0+3          | +3:01,5 |
|       | David Pfeil        | DAV Ulm                  | Baden-Württemberg | 0+1          | 17:46,8 |
|       | Roman Rees         | SV Schauinsland          | Baden-Württemberg | 0+0          | 16:08,4 |
|       | Alexander Ketzer   | SZ Uhingen               | Baden-Württemberg | 0+2          | 17:41,6 |
| 8     | BSV V              |                          |                   | 0+1          | +3:25,6 |
|       | Niklas Homberg     | SK Berchtesgaden         | Bayern            | 0+1          | 17:07,7 |
|       | Andreas Bichler    | SC Wall                  | Bayern            | 0+0          | 16:38,6 |
|       | Sebastian Eisenhut | SC Schliersee            | Bayern            | 0+0          | 18:14,6 |
| 9     | SVSA               |                          |                   | 0+1          | +4:14,6 |
|       | Michael Rösch      | SSV Altenberg            | Sachsen           | 0+0          | 15:49,6 |
|       | Justus Strelow     | SG Stahl Schmiedeberg    | Sachsen           | 0+0          | 18:31,3 |
|       | Robert Kadner      | SSV Altenberg            | Sachsen           | 0+1          | 18:29,0 |
| 10    | NSV                |                          |                   | 0+1          | +4:19,7 |
|       | Daniel Böhm        | SC Buntenbock            | Niedersachsen     | 0+0          | 16:38,7 |
|       | Arnd Peiffer       | WSV Clausthal-Zellerfeld | Niedersachsen     | 0+0          | 15:55,8 |
|       | Lukas Krahmer      | WSV Clausthal-Zellerfeld | Niedersachsen     | 0+1          | 20:20,5 |

### Pokalwertung
| Platz | Sportler           | Verein                   | Landesverband     | Rennen | Rennen | Rennen | Rennen | Rennen | Rennen | Summe |
| Platz | Sportler           | Verein                   | Landesverband     | 1      | 2      | 3      | 4      | 5      | 6      | Summe |
| ----- | ------------------ | ------------------------ | ----------------- | ------ | ------ | ------ | ------ | ------ | ------ | ----- |
| 1     | Arnd Peiffer       | WSV Clausthal-Zellerfeld | Niedersachsen     | 24     | 26     | 30     | 26     | 30     | 24     | 160   |
| 2     | Florian Graf       | WSV Eppenschlag          | Bayern            | 21     | 30     | 26     | 30     | 24     | 26     | 157   |
| 3     | Erik Lesser        | SV Eintracht Frankenhain | Thüringen         | 30     | 24     | 21     | 15     | 19     | 16     | 125   |
| 4     | Michael Willeitner | SK Berchtesgaden         | Bayern            | 22     | 19     | 24     | 17     | 16     | 21     | 119   |
| 5     | Tobias Hermann     | SC Gütenbach             | Baden-Württemberg | 19     | 18     | 22     | 22     | 15     | 14     | 110   |
| 6     | Johannes Kühn      | WSV Reit im Winkl        | Bayern            | 11     | 17     | 13     | 16     | 26     | 22     | 105   |
| 7     | Christoph Stephan  | WSV Oberhof 05           | Thüringen         | 26     | 22     |        | 19     | 20     | 17     | 104   |
| 8     | Roman Rees         | SV Schauinsland          | Baden-Württemberg | 20     | 21     | 17     | 6      | 17     | 12     | 93    |
| 9     | Fabian Bekelaer    | SV Bayerisch Eisenstein  | Bayern            | 12     | 13     | 19     | 10     | 14     | 15     | 83    |
| 10    | Steffen Bartscher  | SK Winterberg            | Westfalen         | 17     | 20     | 4      | 18     | 12     | 9      | 80    |

## Frauen

### Einzel (15 km)
| Platz | Sportlerin              | Verein                   | Landesverband     | Schießfehler | Zeit    |
| ----- | ----------------------- | ------------------------ | ----------------- | ------------ | ------- |
| 1     | Franziska Preuß         | SC Haag                  | Bayern            | 1+0+0+0      | 42:57,3 |
| 2     | Andrea Henkel           | Großbreitenbacher SV     | Thüringen         | 1+0+0+0      | +1:20,5 |
| 3     | Karolin Horchler        | WSV Clausthal-Zellerfeld | Niedersachsen     | 0+0+0+0      | +1:26,4 |
| 4     | Franziska Hildebrand    | WSV Clausthal-Zellerfeld | Niedersachsen     | 0+1+1+0      | +2:38,6 |
| 5     | Laura Dahlmeier         | SC Partenkirchen         | Bayern            | 1+0+0+0      | +3:01,8 |
| 6     | Nadine Horchler         | SC Willingen             | Hessen            | 0+0+0+2      | +3:25,2 |
| 7     | Maren Hammerschmidt     | SK Winterberg            | Westfalen         | 2+0+0+1      | +4:15,9 |
| 8     | Evi Sachenbacher-Stehle | WSV Reit im Winkl        | Bayern            | 1+1+2+1      | +4:42,3 |
| 9     | Helena Gnädiger         | SC Todtnau               | Baden-Württemberg | 0+0+0+1      | +5:03,5 |
| 10    | Kathrin Lang            | TSV Siegsdorf            | Bayern            | 2+0+2+0      | +5:04,8 |

### Sprint (7,5 km)
| Platz | Sportlerin              | Verein                   | Landesverband     | Schießfehler | Zeit    |
| ----- | ----------------------- | ------------------------ | ----------------- | ------------ | ------- |
| 1     | Karolin Horchler        | WSV Clausthal-Zellerfeld | Niedersachsen     | 0+1          | 19:06,3 |
| 2     | Evi Sachenbacher-Stehle | WSV Reit im Winkl        | Bayern            | 1+1          | +7,3    |
| 3     | Franziska Hildebrand    | WSV Clausthal-Zellerfeld | Niedersachsen     | 0+1          | +28,4   |
| 4     | Kathrin Lang            | TSV Siegsdorf            | Bayern            | 1+1          | +30,0   |
| 5     | Franziska Preuß         | SC Haag                  | Bayern            | 2+1          | +32,9   |
| 6     | Andrea Henkel           | Großbreitenbacher SV     | Thüringen         | 1+1          | +47,1   |
| 7     | Tina Bachmann           | SG Stahl Schmiedeberg    | Sachsen           | 1+0          | +59,3   |
| 8     | Nadine Horchler         | SC Willingen             | Hessen            | 1+1          | +59,8   |
| 9     | Helena Gnädiger         | SC Todtnau               | Baden-Württemberg | 0+1          | +1:05,6 |
| 10    | Maren Hammerschmidt     | SK Winterberg            | Westfalen         | 0+2          | +1:23,6 |

### Verfolgung (10 km)
| Platz | Sportlerin              | Verein                   | Landesverband | Schießfehler | Zeit    |
| ----- | ----------------------- | ------------------------ | ------------- | ------------ | ------- |
| 1     | Franziska Preuß         | SC Haag                  | Bayern        | 0+0+1+1      | 29:29,6 |
| 2     | Karolin Horchler        | WSV Clausthal-Zellerfeld | Niedersachsen | 1+0+0+1      | +22,2   |
| 3     | Franziska Hildebrand    | WSV Clausthal-Zellerfeld | Niedersachsen | 0+0+2+0      | +30,8   |
| 4     | Evi Sachenbacher-Stehle | WSV Reit im Winkl        | Bayern        | 0+1+1+2      | +40,9   |
| 5     | Andrea Henkel           | Großbreitenbacher SV     | Thüringen     | 0+0+1+1      | +1:07,4 |
| 6     | Kathrin Lang            | TSV Siegsdorf            | Bayern        | 2+0+1+1      | +1:33,3 |
| 7     | Nadine Horchler         | SC Willingen             | Hessen        | 1+0+0+1      | +1:44,0 |
| 8     | Carolin Hennecke        | SC Willingen             | Hessen        | 1+0+2+1      | +2:54,5 |
| 9     | Luise Kummer            | SV Eintracht Frankenhain | Thüringen     | 0+1+0+0      | +3:13,5 |
| 10    | Tina Bachmann           | SG Stahl Schmiedeberg    | Sachsen       | 0+1+1+1      | +3:17,1 |

### Massenstart (12,5 km)
| Platz | Sportlerin              | Verein                   | Landesverband | Schießfehler | Zeit    |
| ----- | ----------------------- | ------------------------ | ------------- | ------------ | ------- |
| 1     | Franziska Preuß         | SC Haag                  | Bayern        | 1+0+1+0      | 36:02,4 |
| 2     | Karolin Horchler        | WSV Clausthal-Zellerfeld | Niedersachsen | 0+1+1+1      | +53,0   |
| 3     | Kathrin Lang            | TSV Siegsdorf            | Bayern        | 1+3+0+0      | +56,4   |
| 4     | Andrea Henkel           | Großbreitenbacher SV     | Thüringen     | 1+0+3+0      | +56,7   |
| 5     | Laura Dahlmeier         | SC Partenkirchen         | Bayern        | 0+1+0+1      | +1:13,3 |
| 6     | Franziska Hildebrand    | WSV Clausthal-Zellerfeld | Niedersachsen | 0+0+2+1      | +1:26,7 |
| 7     | Nadine Horchler         | SC Willingen             | Hessen        | 0+1+2+1      | +1:44,0 |
| 8     | Luise Kummer            | SV Eintracht Frankenhain | Thüringen     | 0+0+0+1      | +1:58,8 |
| 9     | Evi Sachenbacher-Stehle | WSV Reit im Winkl        | Bayern        | 1+3+4+0      | +2:05,8 |
| 10    | Carolin Hennecke        | SC Willingen             | Hessen        | 0+2+2+2      | +2:49,0 |

### Langlauf (10 km)
| Platz | Sportlerin              | Verein                        | Landesverband     | Zeit    |
| ----- | ----------------------- | ----------------------------- | ----------------- | ------- |
| 1     | Katrin Zeller           | SC Oberstdorf                 | Bayern            | 26:03,5 |
| 2     | Denise Herrmann         | WSC Erzgebirge Oberwiesenthal | Sachsen           | +1,3    |
| 3     | Evi Sachenbacher-Stehle | WSV Reit im Winkl             | Bayern            | +17,6   |
| 4     | Claudia Nystad          | WSC Erzgebirge Oberwiesenthal | Sachsen           | +48,6   |
| 5     | Monique Siegel          | WSC Erzgebirge Oberwiesenthal | Sachsen           | +1:01,7 |
| 6     | Sandra Ringwald         | SC Schonach-Rohrhardsberg     | Baden-Württemberg | +1:04,9 |
| 7     | Nadine Horchler         | SC Willingen                  | Hessen            | +1:08,9 |
| 8     | Kathrin Lang            | TSV Siegsdorf                 | Bayern            | +1:18,7 |
| 9     | Carolin Hennecke        | SC Willingen                  | Hessen            | +1:21,6 |
| 10    | Stefanie Böhler         | SC Ibach                      | Baden-Württemberg | +1:22,9 |

### Staffel (3 × 6 km)
| Platz | Staffel / Sportlerin    | Verein                   | Landesverband     | Schießfehler | Zeit    |
| ----- | ----------------------- | ------------------------ | ----------------- | ------------ | ------- |
| 1     | NSV                     |                          |                   | 0+0          | 48:23,1 |
|       | Franziska Hildebrand    | WSV Clausthal-Zellerfeld | Niedersachsen     | 0+0          | 15:49,6 |
|       | Carolin Leunig          | WSV Clausthal-Zellerfeld | Niedersachsen     | 0+0          | 16:36,4 |
|       | Karolin Horchler        | WSV Clausthal-Zellerfeld | Niedersachsen     | 0+0          | 15:57,1 |
| 2     | BSV II                  |                          |                   | 0+0          | +1:00,6 |
|       | Kathrin Lang            | TSV Siegsdorf            | Bayern            | 0+0          | 15:43,3 |
|       | Anna Weidel             | WSV Kiefersfelden        | Bayern            | 0+0          | 16:53,2 |
|       | Iris Grandl             | SC Bergen                | Bayern            | 0+0          | 16:47,2 |
| 3     | TSV II                  |                          |                   | 0+0          | +1:40,4 |
|       | Julia Bartomäs          | WSV Brotterode           | Thüringen         | 0+0          | 15:51,1 |
|       | Marie Heinrich          | Großbreitenbacher SV     | Thüringen         | 0+0          | 17:25,1 |
|       | Laura Hengelhaupt       | SCM Zella-Mehlis         | Thüringen         | 0+0          | 16:47,3 |
| 4     | BSV I                   |                          |                   | 2+3          | +2:01,8 |
|       | Franziska Preuß         | SC Haag                  | Bayern            | 0+1          | 16:02,4 |
|       | Evi Sachenbacher-Stehle | WSV Reit im Winkl        | Bayern            | 0+2          | 16:35,6 |
|       | Vanessa Hinz            | SC Schliersee            | Bayern            | 2+0          | 17:46,9 |
| 5     | TSV I                   |                          |                   | 0+1          | +2:49,1 |
|       | Luise Kummer            | SV Eintracht Frankenhain | Thüringen         | 0+0          | 16:45,2 |
|       | Andrea Henkel           | Großbreitenbacher SV     | Thüringen         | 0+0          | 15:55,0 |
|       | Julia Pieper            | WSV Oberhof 05           | Thüringen         | 0+1          | 18:32,0 |
| 6     | SBW                     |                          |                   | 1+2          | +4:59,0 |
|       | Helena Gnädiger         | SC Todtnau               | Baden-Württemberg | 0+0          | 17:22,8 |
|       | Nicole Ebner            | SZ Brend                 | Baden-Württemberg | 0+2          | 17:22,7 |
|       | Christin Maier          | SC Urach                 | Baden-Württemberg | 1+0          | 18:36,6 |
| 7     | SVSA                    |                          |                   | 0+2          | +5:08,0 |
|       | Tina Bachmann           | SG Stahl Schmiedeberg    | Sachsen           | 0+1          | 17:11,0 |
|       | Anna Siemoneit          | SSV Altenberg            | Sachsen           | 0+0          | 17:49,9 |
|       | Nicole Wötzel           | SG Klotzsche             | Sachsen           | 0+1          | 18:30,2 |

### Pokalwertung
| Platz | Sportlerin              | Verein                   | Landesverband | Rennen | Rennen | Rennen | Rennen | Rennen | Rennen | Summe |
| Platz | Sportlerin              | Verein                   | Landesverband | 1      | 2      | 3      | 4      | 5      | 6      | Summe |
| ----- | ----------------------- | ------------------------ | ------------- | ------ | ------ | ------ | ------ | ------ | ------ | ----- |
| 1     | Franziska Preuß         | SC Haag                  | Bayern        | 9      | 11     | 20     | 11     | 20     | 20     | 91    |
| 2     | Franziska Hildebrand    | WSV Clausthal-Zellerfeld | Niedersachsen | 16     | 14     | 16     | 10     | 12     | 10     | 78    |
| 3     | Karolin Horchler        | WSV Clausthal-Zellerfeld | Niedersachsen | 10     | 20     | 12     | 5      | 14     | 16     | 77    |
| 4     | Kathrin Lang            | TSV Siegsdorf            | Bayern        | 20     | 12     | 8      | 14     | 6      | 14     | 74    |
| 5     | Andrea Henkel           | Großbreitenbacher SV     | Thüringen     | 11     | 10     | 14     | 7      | 16     | 12     | 70    |
| 6     | Evi Sachenbacher-Stehle | WSV Reit im Winkl        | Bayern        | 7      | 16     | 11     | 20     | 8      | 7      | 69    |
| 7     | Nadine Horchler         | SC Willingen             | Hessen        | 14     | 8      | 10     | 16     | 10     | 9      | 67    |
| 8     | Carolin Hennecke        | SC Willingen             | Hessen        | 8      | 5      | 7      | 12     | 2      | 6      | 40    |
| 9     | Maren Hammerschmidt     | SK Winterberg            | Westfalen     |        | 6      | 4      | 9      | 9      | 3      | 31    |
| 10    | Tina Bachmann           | SG Stahl Schmiedeberg    | Sachsen       | 1      | 9      | 5      | 4      | 5      | 5      | 29    |